# تپه قد قلا
تپه قد قلا مربوط به سدهٔ ۶ تا ۸ ه‍.ق است و در شهرستان بوکان، بخش مرکزی، دهستان آختاچی، روستای حاجی کند واقع شده و این اثر در تاریخ ۷ اسفند ۱۳۸۵ با شمارهٔ ثبت ۱۷۶۲۹ به‌عنوان یکی از آثار ملی ایران به ثبت رسیده است.